# Eirene tenuis
Eirene tenuis är en nässeldjursart som först beskrevs av Browne 1905.  Eirene tenuis ingår i släktet Eirene och familjen Eirenidae.
Artens utbredningsområde är Indiska oceanen. Inga underarter finns listade i Catalogue of Life.